# Microcalyptris bicornutus
Microcalyptris bicornutus är en fjärilsart som beskrevs av Davis 1978. Microcalyptris bicornutus ingår i släktet Microcalyptris och familjen dvärgmalar. Inga underarter finns listade i Catalogue of Life.